# Mungos
Mungos er en slægt af kattelignende rovpattedyr (Feliformia). Den tilhører manguster-familien. Der er to arter der begge lever lever i Afrika syd for Sahara.
| Billede | Navn                                  | Fordeling |
| ------- | ------------------------------------- | --------- |
|         | Zebramangust, M. mungo (Gmelin, 1788) |           |
|         | M. gambianus (Ogilby, 1835)           |           |